# سیارک ۱۶۱۶۳
سیارک ۱۶۱۶۳ (به انگلیسی: 16163 Suhanli، نامگذاری:2000AD69) شانزده هزار و صد و شصت و سومین سیارک کشف شده‌است که در ۵ ژانویه ۲۰۰۰ کشف شد.
قدر مطلق سیارک برابر ۱۲.۹ است.